# Arctopus
Arctopus je rod trajnica iz porodice štitarki smješten u tribus Saniculeae. Tri priznate vrste, endemi u Južnoafričkoj Republici.
Ime roda znači "medvjeđe stopalo" (od ἄρκτος árktos "medvjed" i πούς pous "stopalo") u odnosu na neobičnu naviku rasta, koja podsjeća na veliki otisak stopala. Vrste su korištene u medicini plemena Khoisan i usvojili su ih rani doseljenici koji su im dali afrikansko ime sieketroos (=utjeha bolesnima; "lijek protiv bolesti"). Oni su atipični članovi Apiaceae s lišćem koje raste ravno na zemlju i dvodomne su, imaju odvojene muške i ženske biljke.
Rod je opisan 1753.; tipična je vrsta Arctopus echinatus L., ljekovita ljetna listopadna trajnica bez stabljike, visoka do 6 cm i promjera 60 cm.

## Vrste
1. Arctopus dregei Sond.;
2. Arctopus echinatus L.; tip, Eastern Cape, Western Cape
3. Arctopus monacanthus Carmich. ex Harv. & Sond.